# Capo Nord (album)
Capo Nord è il terzo album in studio di Alice, pubblicato nel 1980.

## Descrizione
L'album segna l'approdo di Alice alla EMI, dopo un lungo periodo non troppo felice discograficamente, e segna anche l'inizio della collaborazione con Franco Battiato e Giusto Pio, che compongono le musiche e gli arrangiamenti del disco, tra cui il singolo di punta. I testi sono scritti da Battiato e dalla stessa Alice.
Il vento caldo dell'estate, fu uno dei brani più gettonati dell'estate 1980: la forza del brano consisteva non soltanto nell'interpretazione particolarmente efficace di Alice, ma anche nell'arrangiamento, quasi rivoluzionario. Si può dire che Il vento caldo dell'estate fu il primo brano di successo prodotto dal team di Battiato (che in comune con Alice avevano anche lo stesso produttore, Angelo Carrara).

## Tracce
Musiche e arrangiamenti Battiato-Pio.
1. Il vento caldo dell'estate (Alice, Messina, Battiato, Pio) [2] - 3:32
2. Bazar (Alice, Battiato, Pio) - 3:03
3. Sarà (Alice) - 3:01
4. Lenzuoli bianchi (Alice, Battiato, Pio) - 3:34
5. Una sera di novembre (Alice) - 3:16
6. Sera (Alice, Battiato, Pio) - 3:48
7. Bael (Alice, Battiato, Pio) - 3:43
8. Rumba rock (Alice, Battiato  Pio) - 4:13
9. Guerriglia urbana (Alice, Battiato, Pio) - 4:06

Nel 1981, dopo il successo in Italia e in Germania del brano Per Elisa, Capo Nord fu proposto proprio in Germania con l'aggiunta di Per Elisa, prima che uscisse l'album Alice in tarda primavera.

## Formazione
- Alice – voce, sintetizzatore (tracce 1, 3, 5)
- Stefano Cerri – basso
- Mauro Spina – batteria
- Cosimo Fabiano – basso (traccia 9)
- Alberto Radius – chitarra, sitar
- Filippo Destrieri – tastiera, sintetizzatore, ARP
- Mark Harris – pianoforte
- Roberto Colombo – tastiera (tracce 8, 9)
- Lino Capra Vaccina – timpani
- Giusto Pio – violino